# Oenopia lyncea

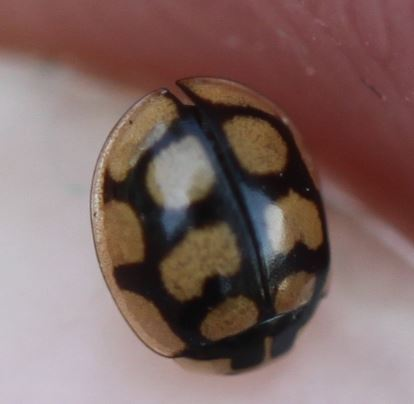
Oenopia lyncea lyncea, bräunliche Form

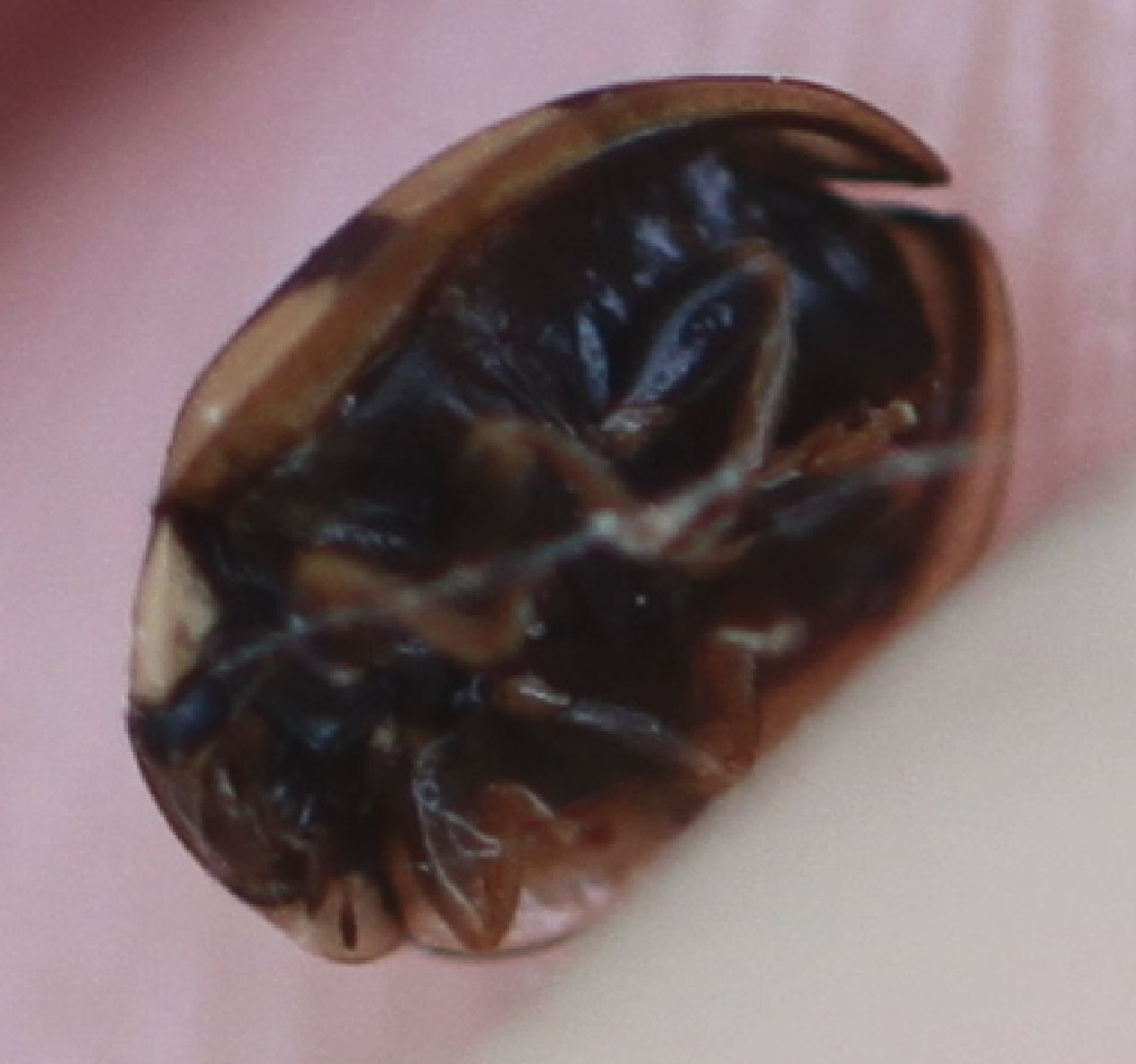
Oenopia lyncea lyncea, Ventralansicht

Oenopia lyncea ist ein Käfer aus der Familie der Marienkäfer (Coccinellidae). Die Art wird in die beiden Unterarten Oenopia lyncea agnata (Rosenhauer, 1847) und Oenopia lyncea lyncea (Olivier, 1808) gegliedert.

## Merkmale
Die Käfer werden 3,5 bis 5 Millimeter lang und haben ovale, leicht gewölbte Körper. Die hellgelben oder hellbraunen Flügeldecken besitzen eine schwarze Musterung. Die Flügeldeckennaht ist schwarz. An diese schließen sich drei hellgelbe oder hellbraune Flecke an. Der äußere Rand der Flügeldecken ist nach oben gewölbt und hellgelb oder hellbraun. An diesen schließen sich drei hellgelbe oder hellbraune rechtecksförmige Flecke an. Die Unterart O. l. agnata weist eine ausgedehntere Schwarzfärbung der Flügeldecken auf als O. l. lyncea. Der Halsschild ist an der Basis schwarz. Die Schwarzfärbung reicht mittig fast bis zum Vorderrand. Der restliche Halsschild ist weiß gefärbt. Bei O. l. lyncea reicht ein schmaler heller Medianstrich weit in den schwarzen Bereich hinein, während O. l. agnata lediglich eine unscheinbare helle Einbuchtung aufweist. Der Kopf und Rumpf sind schwarz. Beine und Fühler sind überwiegend hellbraun gefärbt.

## Ähnliche Arten
- Vierzehnpunkt-Marienkäfer – unterschiedliche Färbung des Halsschilds[2]

## Verbreitung
Die Nominatform Oenopia lyncea lyncea ist im westlichen Mittelmeerraum verbreitet. Ihr Vorkommen reicht vom Maghreb über die Iberische Halbinsel und Südfrankreich bis nach Italien. Die Unterart ist außerdem auf den Mittelmeerinseln Korsika, Sardinien und Sizilien sowie auf den Balearen vertreten.
Das Verbreitungsgebiet der Unterart Oenopia lyncea agnata reicht im nördlichen Mittelmeerraum von Spanien über Italien und Griechenland bis nach Kleinasien. Im Norden reicht das Vorkommen bis in den Süden Mittel- und Osteuropas.

## Lebensweise
Wie die meisten Marienkäferarten ernähren sich die Käfer und Larven von Blattläusen, insbesondere die
Schwarze Bohnenlaus (Aphis fabae) und die Grüne Pfirsichblattlaus (Myzus persicae) sowie Eucallipterus tiliae.

## Taxonomie
In der Literatur finden sich folgende Synonyme:
- Coccinella lyncea Olivier, 1808
- Synharmonia lyncea (Olivier, 1808)